# Giambattista Fornovo
Giambattista o Giovanni Battista Fornovo (Parma, 1530 – Parma, 1585) è stato un architetto italiano.
Architetto, fu allievo del Vignola con cui collaborò alla costruzione del palazzo di Caprarola (1559).
Entrato al servizio dei duchi di Parma nel 1562, vi restò per tutto il resto della vita sovraintendendo alla costruzione del Palazzo Farnese di Piacenza (1563) e, contemporaneamente, seguendo diversi altri cantieri nel Ducato.
Sono rimarchevoli, a Parma, quello della chiesa di San Quintino, di impianto longitudinale a navata unica e con aspetti quasi gotici, e quello della chiesa della Santissima Annunziata in cui sviluppò il tema della pianta ovale, caro al Vignola, collocando però l'entrata sull'asse minore ed a cui lavorò fino al momento della morte.
A Parma gli è intitolato un borgo dell'Oltretorrente a fianco della chiesa dell'Annunziata, trasversale di strada Massimo D'Azeglio.